# Macbeth Footwear
La Macbeth Footwear è un'azienda californiana che produce scarpe vestiti ed accessori.
Uno dei suoi fondatori è Tom DeLonge, noto per essere membro dei blink-182, degli Angels & Airwaves e dei Box Car Racer nel 2002.

## Macbeth Studio Project
Macbeth Studio Project è un programma di calzature su misura che lavora insieme all'artista per progettare prodotti che riflettono la loro personalità.
La Macbeth ha lavorato con molti artisti, fra cui: Tom DeLonge dei blink-182, Mike Dirnt dei Green Day, Frank Iero dei My Chemical Romance, Switchfoot, Russell Lissack dei Bloc Party, Jona Weinhofen dei Bring Me the Horizon, Anthony Green, Davey Havok e Hunter Burgan dei AFI, Max Bemis dei Say Anything, lo skater Matt Hensley, DJ Skeet Skeet, Andy Hull, Nathan Barnatt, Riley Breckenridge e Eddie Breckenridge dei Thrice, Does It Offend You, Yeah?, Tegan & Sara, Polar Bear Club, Zulu, e You Me at Six.

## Vegas
La Macbeth lavora per ridurre l'impatto sull'ambiente e la collezione di calzature della linea Vegas è prodotta in tela riciclata.